# Мари (разъезд)
Мари — упразднённый железнодорожный разъезд в Сковородинском районе Амурской области России. Исключен из учётных данных в 1977 году.

## География
Железнодорожный разъезд располагался в верхоье реки Буринда у одноимённого железнодорожного блок-поста Свободный — Сковородино Забайкальской железной дороги, на расстоянии примерно 6,5 километра (по прямой) к юго-востоку от села Талдан.

## История
Решением Амурского исполкома от 30 декабря 1977 года № 522, железнодорожный разъезд Мари исключен из учётных данных как населённый пункт служебного значения.